# ラウンデルを持つ青年の肖像
『ラウンデルを持つ青年の肖像』（ラウンデルをもつせいねんのしょうぞう、伊: Giovane uomo con in mano una medaglia）は、イタリアのルネサンス期の巨匠、サンドロ・ボッティチェッリに帰属される絵画である。様式的に、作品は1480年頃に描かれたと推定されている。肖像画の人物が誰であるかはわかっていないが、ロレンツォ・デ・メディチがボッティチェッリの主な後援者の1人であったため、研究者は人物がメディチ家の一員である可能性があることを示唆している。本作は、ルネサンス期のフィレンツェの上流社会の美的理想 を表していると考えられている。人物のチュニックはシンプルだが上質で、その青色は当時、非常に珍しいものであった。作品はポプラ板にテンペラで描かれ、サイズは縦58.7 cm、横38.9cmである。肖像画が描かれた後、聖人の姿が描かれたラウンデルが追加されたが、聖人像はバルトロメオ・ブルガリーニの作品であると考えられている。

## 歴史
絵画の最初の記録は、1938年にカーナボンのニューバラ男爵が所有していたときになされた。当時、美術商のフランク・サビン がニューバラの邸宅を訪れ、絵画の価格を査定した。ニューバラ卿は作品の真の価値を知らなかったので、サビンは比較的安値で作品を購入することができた。美術史家は、初代ニューバラ男爵が1782年から1791年の間にイタリアのフィレンツェに住んでいたときに絵画がニューバラ家の所有となったと想定している。
フランク・サビンは、1941年にコレクターのトーマス・マートン卿に5桁の金額で本作を売却した。肖像画が最初にボッティチェッリによる作品として記述されたのはマートン卿の所有時であり、卿の子孫は1982年にクリスティーズでのオークションを通じて81万ポンドで作品を売却した。マートン家が作品を所有していた間、作品は1960年の王立芸術アカデミー が開催した「イタリア美術展」のポスターに登場した。
シェルドン・ソローが1982年にオークションで購入した後、この肖像画は米国、ニューヨークのメトロポリタン美術館、英国、ロンドンのナショナル・ギャラリー、ドイツ、フランクフルトのシュテーデル美術館などの主要な美術館に貸与された。シュテーデル美術館 では、2009年から2010年の「ボッティチェッリ展」に展示された。肖像画のサンドロ・ボッティチェッリへの帰属は、過去に様々な美術史家によって議論されてきたが、現在、この帰属は大多数の美術史家により一般的に認められている。2021年1月のニューヨーク、サザビーズのオークションでは、肖像画は9220万ドル以上の価格で売却され、オークション・ハウスで売られた最も高価なオールドマスターの絵画となった。